# Meconella
Meconella é um pequeno género botânico pertencente à família Papaveraceae.

## Descrição
A principal área de distribuição da Meconella está na Ásia central, interior e oriental e a parte nordeste da antiga União Soviética.

## Espécies
Há cerca de 3 espécies conhecidas:
- Meconella californica
- Meconella denticulata
- Meconella oregana

Uma quarta espécies Meconella linearis, é às vezes tratada como Platystigma linearis ou Hesperomecon linearis.